# On and On and On
Az On and On and On című dal a svéd ABBA 1980-ban megjelent 7. stúdióalbumának 3. kimásolt kislemeze a Super Trouper című albumról. A kislemez csak limitált példányszámban volt elérhető néhány országban.

## Előzmények
A dal címe eredetileg a "Esses vad det svänger när man spelar jazz" címet kapta. Néhány országban "Till the Night is Gone" címmel jelent meg, úgy mint Ausztrália, Argentína, Franciaország, Japán, és az Egyesült Államok. Ausztráliában és Japánban a kislemez B. oldalán a "The Piper" volt hallható. Argentínában és Kanadában viszont az Our Last Summer című dal került fel a lemezre. Az Egyesült Államokban viszont a Lay All Your Love on Me jelent meg a kislemez B. oldalán.
Az On and One and On Ausztráliában érte el a csúcsot, a 9. helyen végzett, így a 15. utolsó kislemez volt, mely az országban slágerlistás helyezést ért el. A 12-es maxi single lemezen a Super Trouper és a Lay All Your Love on Me dalokkal jelent meg, és 1981. májusában 1. helyezett volt az amerikai Billboard dance listán.
A dalhoz készült videoban a dal korai változatát használták fel, de ez 2011-ig nem jelent meg sztereóban, és egy további versszakot is tartalmaz:
"Standing up is scary if you think you're gonna fall /
Like a Humpty-Dumpty 'fraid of falling off your wall /
I say if you ever wanna know what's going on /
Gotta keep on rocking baby, 'till the night is gone..."
A dalhoz készült kliphez nem forgattak külön videót, hanem a csapatról készült Las Vegas-i koncert képeit vágták bele, és fotómontázst tartalmazott. Az 1979-es amerikai turné részleteit próbálták megegyezően összevágni a dallal.

## Megjelenések
7"  Ausztrália RCA Victor – 103719 
- A	On And On And On	3:41
- B	The Piper	3:26

## Slágerlista
| Slágerlista (1980–81)                                  | Helyezések |
| ------------------------------------------------------ | ---------- |
| Ausztrália Australian Singles Chart                    | 9          |
| Franciaország French Singles Chart                     | 7          |
| Japán Japanese Singles Chart                           | 24         |
| Amerikai Egyesült Államok Billboard Hot 100            | 90         |
| Amerikai Egyesült ÁllamokBillboard Hot Dance Club Play | 1          |